# Люсерн (округ Лейк, Каліфорнія)
Люсерн (англ. Lucerne) — переписна місцевість (CDP) в США, в окрузі Лейк штату Каліфорнія. Населення — 3266 осіб (2020).

## Географія
Люсерн розташований за координатами 39°3′28″ пн. ш. 122°46′3″ зх. д. / 39.05778° пн. ш. 122.76750° зх. д. (39.057902, -122.767406).  За даними Бюро перепису населення США в 2010 році переписна місцевість мала площу 12,92 км², з яких 12,89 км² — суходіл та 0,03 км² — водойми.

## Демографія
Згідно з переписом 2010 року, у переписній місцевості мешкало 3067 осіб у 1372 домогосподарствах у складі 715 родин. Густота населення становила 237 осіб/км².  Було 1833 помешкання (142/км²).
Расовий склад населення:
| - 84,2 % — білих - 3,4 % — корінних американців - 2,0 % — чорних або афроамериканців - 0,8 % — азіатів - 0,3 % — вихідців з тихоокеанських островів - 3,1 % — осіб інших рас |

До двох чи більше рас належало 6,3 %. Частка іспаномовних становила 12,0 % від усіх жителів.
За віковим діапазоном населення розподілялося таким чином: 18,1 % — особи молодші 18 років, 60,5 % — особи у віці 18—64 років, 21,4 % — особи у віці 65 років та старші. Медіана віку мешканця становила 48,5 року. На 100 осіб жіночої статі у переписній місцевості припадало 100,5 чоловіків;  на 100 жінок у віці від 18 років та старших — 98,8 чоловіків також старших 18 років.
Середній дохід на одне домашнє господарство  становив 30 628 доларів США (медіана — 23 059), а середній дохід на одну сім'ю — 37 955 доларів (медіана — 35 000). Медіана доходів становила 31 964 долари для чоловіків та 25 208 доларів для жінок. За межею бідності перебувало 39,0 % осіб, у тому числі 44,5 % дітей у віці до 18 років та 33,3 % осіб у віці 65 років та старших.
Цивільне працевлаштоване населення становило 879 осіб. Основні галузі зайнятості: мистецтво, розваги та відпочинок — 19,3 %, роздрібна торгівля — 18,7 %, публічна адміністрація — 12,5 %, сільське господарство, лісництво, риболовля — 10,9 %.